# Théonie Rivière Mignot
Théonie Rivière Mignot, född 1819, död 1875, var en amerikansk affärsidkare. 
Hon var född i Philadelphia som dotter till Constance Alexandrine Angot (1790-1837) och den franske baronen Jean-Pierre Rivière (1770-1849), en flykting undan den haitiska revolutionen, som hade etablerat sig som försäljare av lyxartiklar i Charleston, South Carolina.  Hon utbildades i Paris, där hon också var verksam som faderns informella affärsagent. Hon återvände till Charleston vid 22 års ålder och gifte sig 1834 med den franskättade handlaren Rémy Mignot (1801-1848), som år 1837 grundade Charlestons första franska restaurang, Coffee House vid 129 East Bay Street. 
Hon tog från 1842 aktiv del i makens affärsverksamhet då han öppnade sin nya butik och servering 160 King Street. Denna verksamhet blev berömd för sin höga kvalitet, erbjöd konfektyr, och serverade även glass på somrarna. Efter makens död 1848 övertog hon affären i eget namn. 
Hon var i konkurrens med Eliza Seymour Lee stadens kanske mest framgångsrika restaurangägare. 
Hon gifte om sig med den fransktränade konfektören Adolphus John Rutjes 1850 och öppnade tillsammans med honom The Mount Vernon, en restaurang och konditori som blev Charlestons kanske främsta och hade en trädgård för servering av glass om somrarna. Vid denna tid ansågs offentliga serveringar som restauranger vara främst till för män, och The Mount Vernon var en innovation då det uttryckligen främst välkomnade kvinnliga gäster. Paret förlorade sitt konditori vid den stora branden i Charleston vid det amerikanska inbördeskrigets utbrott 1861, och flyttade till Columbia och därefter till Raleigh, där de levde på att hålla värdshus.